# Codere
Codere es un operador de juegos de azar con presencia en España, Italia, México, Panamá, Colombia, Argentina y Uruguay.
El 19 de octubre de 2007 la empresa comenzó a cotizar en la Bolsa de Madrid, bajo el ticker CDR. Dejó de cotizar en el año 2021, después de que el valor de sus títulos cayeran 27,8%. Desde su apertura en Bolsa hasta su cierre, Codere se dejó el 99,998% de su valor. En 2025 una investigación judicial la relaciona con el caso Montoro por haber pagado 679.000 euros mientras se tramitaban y aplicaban normativas clave para el sector del juego online favoreciendo a Codere.

## Historia
La familia Martínez Sampedro, grupo gestor de máquinas de ocio, y los hermanos Franco, propietarios de Recreativos Franco, uno de los fabricantes de recreativos más importantes de España, fundaron Codere en Madrid en 1980. Codere emprendió sus actividades con máquinas recreativas y, tras la consolidación del negocio, empezó a expandirse por Latinoamérica y decidió diversificar sus actividades a otras áreas como las salas de apuestas, las salas de bingo y los casinos. 
Durante los siguientes años, Codere se extendió geográficamente y adquirió diferentes empresas, casinos e hipódromos que le permitieron consolidarse y fortalecerse en términos financieros. En 2008, tras aprobarse una ley que la beneficiaba, Codere fue la primera compañía en abrir una sala de apuestas física en España. A partir de 2008, siendo el político Rafael Catalá secretario general de la empresa, Codere pagó unos 140.000 euros al año al despacho creado por Cristóbal Montoro llamado Equipo Económico, ascendiendo a un monto total de 679.000 euros hasta 2012. En ese tiempo, la legislación y la regulación tributaria aprobadas sobre el juego en línea en España favorecieron a esta empresa.
Desde 2014, Codere experimentó graves problemas financieros que desembocaron en 2016 en una profunda reestructuración de los fondos propios del grupo, dando entrada en el mismo a sus acreedores y ampliando capital por 495 millones de euros.
En julio de 2020, su consejo de administración evitó la quiebra de la compañía al conseguir 200 millones de euros de diversos fondos buitre, a su vez acreedores y bonistas del grupo. Codere, cuyos últimos ratings la habían situado en el nivel de bono basura, vio caer su capitalización en bolsa en los últimos años desde los más de 1000 millones de euros a menos de 200 en ese ejercicio.
La compañía ha experimentado grandes cambios en su accionariado desde su fundación. A cierre de 2020, más del 70 % del capital estaba en manos de distintos fondos de inversión extranjeros, reteniendo los Martínez Sampedro apenas un 14 % del mismo.
En 2021, como consecuencia de su incapacidad para hacer frente a la abultada deuda, se iniciaba el procedimiento de liquidación del grupo. Tras una reestructuración de la deuda, el 95 % de la empresa quedaba en manos de los bonistas. Asimismo, el 6 de mayo de 2022 los títulos de Codere cotizaban por última vez en el Mercado Continuo, quedando desde entonces excluidos definitivamente de la Bolsa española; las acciones llevaban suspendidas de negociación desde diciembre del año anterior. El proceso de reestructuración financiera conlleva la creación de un nuevo holding empresarial con sede en Luxemburgo, Codere New Topco, que pasaría a reemplazar a Codere S.A.

## Operaciones
Desde la fundación de la empresa en 1980, Codere ha venido contando con miles de terminales de juego, salas de juego, hipódromos, salas de apuestas deportivas y juegos en línea con presencia mundial.
Ha venido operando más de 57 130 máquinas y contaba con más de 29 500 puestos de bingo y más de 7700 terminales de apuestas deportivas en Latinoamérica, España e Italia a través de puntos de venta que incluían 148 salas de juego, 1119 salones recreativos, cerca de 10 000 bares, 602 salas de apuestas y 4 hipódromos. La Compañía también desarrolla juegos en línea. 
Con motivo de la pandemia de COVID-19 de 2020, ese año la compañía se vio obligada a cerrar todas sus salas de juego en los distintos países en los que opera, aplicando un ERTE en España para más de 1300 empleados con el fin de ahorrar costes.

### España
Los orígenes de Codere se encuentran en España. Desde sus comienzos, la compañía ha estado inmersa en continuas reestructuraciones, vaivenes financieros, emisiones de deuda y conflictos judiciales. De catorce años cotizados en la Bolsa de Valores, nueve acabaron en pérdidas, siendo constante desde 2012. En 2014 y en 2016 hubo dos grandes restructuraciones financieras. En 2016, Codere amplió capital por 495 millones de euros y se hizo con el 30 % del mercado. Desarrolló su propia plataforma de juego tras conseguir los permisos de la Dirección General de Ordenación del Juego de España (DGOJ) y, ese mismo año, alcanzó un acuerdo de patrocinio con el Real Madrid C. F. como casa de apuestas oficial para las siguientes tres temporadas. No obstante, la situación deficitaria se agravó y no consiguieron detener el progresivo declive. En 2021 contabilizó unas pérdidas netas de 336.8 millones de euros, a pesar de haber conseguido facturar un 33% más durante el ejercicio anterior.

### México
Codere llegó a México en 1998 tras las alianzas firmadas con CIE y Grupo Caliente. 
La apertura de establecimientos fue viable gracias a los siete permisos que la autoridad federal competente otorgó a la compañía, con los que se autorizó la instalación de terminales de juego y la apertura de salas de juego, salas de apuestas y un hipódromo. Codere llegó a contar con 19 607 terminales de juego, 92 establecimientos, 89 locales de apuestas y un hipódromo en Ciudad de México. También opera con su sitio en línea el cual cuenta con todos los permisos necesarios por parte de la Secretaría de Gobernación de México (SEGOB).

### Colombia
Inició sus operaciones en Colombia en 1984 y ha llegado a ser el mayor operador de máquinas recreativas del país. Con la autorización de Coljuegos, Codere opera en territorio colombiano únicamente en línea, a diferencia de otros países como España y México que sí cuentan con establecimientos.

### Argentina
Codere está presente en el sector del juego privado en Argentina, donde opera terminales de juego y salas de bingo. Codere Argentina ha venido siendo la compañía con el mayor número de salas de bingo de la Provincia de Buenos Aires, pues contaba con un total de 14 salas en funcionamiento y más de 6000 máquinas recreativas.

### Italia
Codere inició sus operaciones en Italia en 2001 gestionando las salas de Operbingo. Posteriormente, Codere adquirió otras salas de bingo. 

### Uruguay
En Uruguay, Codere está presente en su capital, Montevideo, así como en su periferia, como gestor del hipódromo de Maroñas. La compañía transformó el hipódromo en un centro de entretenimiento al combinar las carreras de caballos con juegos de casino como las máquinas recreativas y de apuestas. También opera el Hotel Carrasco de Montevideo en alianza con Sofitel.

### Panamá
La compañía gestiona una gran variedad de negocios entre los que destacan los terminales de juego, los casinos, las salas de apuestas y un hipódromo. En 2016, la compañía celebró el 60.º aniversario del Hipódromo Presidente Remón, el único hipódromo de toda Centroamérica.